# Lucius Clodius Macer

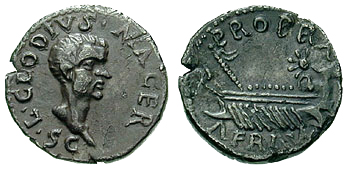
Porträt von Clodius Macer auf einem Denarius.

Lucius Clodius Macer († 68) war ein Legat in der römischen Provinz Africa zur Zeit der Kaiser Nero und Galba. 

## Leben
Er war als legatus Augusti propraetore Africae verantwortlich für die militärische und zivile Kontrolle der Provinz Africa. Im Jahr 68 revoltierte er gegen Nero, nahm die Stadt Karthago, den wichtigsten Hafen der Provinz Africa, ein und schnitt damit Rom von der Getreideversorgung ab. Von Galba angespornt, hob Macer zusätzlich zur legio III Augusta in Numidia, die er bereits befehligte, die legio I Macriana liberatrix aus; erregte dadurch aber wiederum bei Galba, der nun der neue Kaiser war, den Verdacht, selbst den Purpur tragen zu wollen, so dass dieser ihn, nach Tacitus schon vor Galbas Einzug in Rom, Ende September oder in der ersten Hälfte des Oktober 68 durch Trebonius Garutianus töten ließ. Plutarch berichtet über ihn herablassend, dass er nur wenig mehr als ein Räuber und Mörder war.
Macer ließ Denare in Karthago schlagen, die heute ausgesprochen selten sind. Lediglich 85 sind erhalten geblieben, von denen nur 20 sein Porträt tragen. Die Rückseite der Münzen zeigt zumeist ein Schiff als Zeichen seiner Seeherrschaft oder einen Adler zwischen zwei Standarten und dem Namen einer seiner Legionen.